# Difflugia piriformis
Difflugia piriformis - gatunek ameby należących do gromady Tubulinea wchodzącej w skład supergrupy Amoebozoa. Jest kształtu gruszkowatego, wielkości 60 - 500 μm. Zdarzają się osobniki jeszcze większe. Tworzy otoczkę zbudowaną z ziaren piasku i innych materiałów występujących w detrytusie dna zbiorników wodnych.
We wcześniejszych systemach klasyfikacyjnych gatunek ten należał do protistów z podtypu Rhizopoda z rodzaju Difflugia.